# Amnesia: The Bunker
Amnesia: The Bunker è un videogioco survival horror del 2023 sviluppato e pubblicato da Frictional Games. È stato messo sul mercato per Microsoft Windows, PlayStation 4, Xbox One e Xbox Series X/S il 6 giugno 2023. È il quarto capitolo del franchise e funge da prequel di Amnesia: Rebirth (2020). Il gioco ha ricevuto recensioni generalmente molto favorevoli al momento dell'uscita.

## Trama
Nel luglio del 1916, mentre infuria la Prima Guerra Mondiale, il giovane soldato francese Henri Clement è costretto a lasciare di nascosto il bunker del suo reggimento per andare a cercare il suo migliore amico, Augustin Lambert, scomparso durante il suo turno di guardia. Dopo aver trovato l'amico ferito ed intrappolato in un misterioso cratere, Henri raccoglie dell'acqua dal cratere e la fa bere a Lambert, che si risveglia ed insieme lasciano il cratere. Mentre cercano di tornare nel bunker, i due sono visti da un gruppo di soldati tedeschi e Henri perde conoscenza nello scontro (perdendo, di conseguenza, anche la memoria). Il protagonista si sveglia poi qualche giorno dopo nel bunker, completamente deserto, senza alcun ricordo di come sia finito lì.
Successivamente si imbatte in un soldato ferito, che lo avvisa che gli ufficiali del bunker sono scappati facendo esplodere l’uscita dietro di loro; successivamente, viene ucciso da una mostruosa creatura, soprannominata “La Bestia”, responsabile di aver massacrato l’intero reggimento. Prima di essere ucciso dal mostro, il soldato gli istruisce di trovare della dinamite e una manovella per far saltare in aria l’uscita bloccata. Henri, dotato di un revolver, si trova ora costretto a trovare un modo per fuggire dal bunker e nel frattempo alimentare il generatore per mantenere le luci accese (dato che la creatura appare fotosensibile), oltre che ad indagare sui misteri che si annidano nelle profondità del bunker.
Grazie alle note raccolte all’interno del bunker, Henri capisce cos’è successo: alcuni mesi prima gli ufficiali avevano scoperto dei tunnel risalenti all’antica Roma e, volendo usarli per addentrarsi nelle linee tedesche, ordinarono ai soldati di scavarli in profondità. Tuttavia molti degli uomini cominciarono a soffrire di incubi e allucinazioni legati ad un mondo alieno (lo stesso apparso in Amnesia: Rebirth), e alcuni tentarono di sabotare il tunnel facendolo esplodere per bloccarne l’accesso.
Scopre inoltre che la Bestia è Lambert stesso: alcuni giorni prima Henri, avendo vinto una scommessa contro di lui barando, lo costrinse ad andare in ricognizione al suo posto. Tuttavia Lambert cadde in un cratere vicino ai tunnel Romani, ferendosi gravemente. Henri, pentitosi della sua azione, sgattaiolò di nascosto per salvarlo e, giunto sul posto, gli diede da bere l’acqua del cratere, proveniente dalle rovine del bunker stesso (non sapendo, tuttavia, che si trattava della stessa acqua usata per creare i mostruosi ghoul, apparsi in Amnesia: Rebirth). Tornato nel bunker con Henri in salvo, Lambert si trasformò nella Bestia e uccise tutti gli altri soldati.
Recuperata la dinamite nell’arsenale e la manovella nei tunnel Romani (in cui affronta Toussaint Beaufoy, uno dei sabotatori, impazzito a causa della sua permanenza nelle rovine), Henri fa saltare in aria l’uscita bloccata. Tuttavia, invece di uscire fuori, si ritrova all’interno di un’arena antica, dove ha un ultimo scontro con la Bestia; qui può decidere se ucciderla, facendola cadere nell’oscurità sottostante, o fuggire.
In entrambi i casi, Henri finisce dentro un cratere nella terra di nessuno, seguito o meno dalla Bestia in base alla scelta fatta precedentemente. Poco dopo, sente un plotone di soldati tedeschi che si avvicinano, lasciando il suo destino incerto.